# Ђузијани Опако (Кунео)
Ђузијани Опако је насеље у Италији у округу Кунео, региону Пијемонт.
Према процени из 2011. у насељу је живело 2 становника. Насеље се налази на надморској висини од 1174 м.